# Ernst Fuchs (artiste)
Pour les articles homonymes, voir Ernst Fuchs et Fuchs.

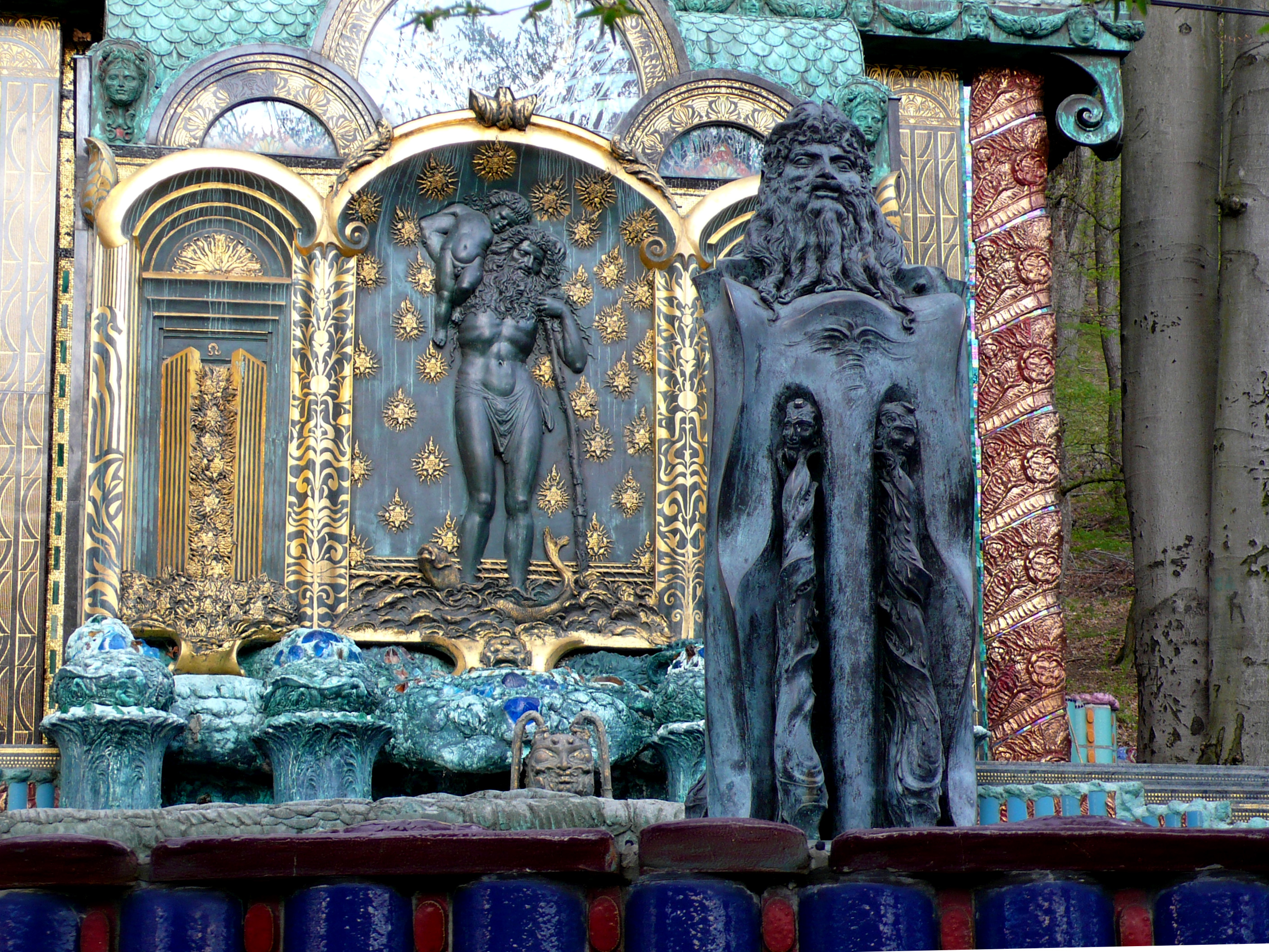
Nymphée Omega.

Ernst Fuchs (né à Vienne (Autriche) le 13 février 1930 et mort le 9 novembre 2015 dans la même ville) est un artiste autrichien : peintre, dessinateur, graveur, sculpteur, architecte, scénographe, compositeur, poète, chanteur et l'un des fondateurs de l'École de Vienne du réalisme fantastique. En 1972, il achète, à Hütteldorf, la villa d'Otto Wagner, architecte de l'Art nouveau, qu'il restaure et transforme. Le Musée Ernst Fuchs y est inauguré en 1988.

## Vie et œuvre
Il a étudié la sculpture avec Emmy Steinbock (1943), s'inscrivit à l'École de peinture Ste Anna où il a suivi les cours du professeur Fröhlich (1944), et il entra à l'Académie des Beaux-Arts de Vienne (1945) où il a commencé ses études avec le professeur Robin Anderson C., passant ensuite à la classe d'Albert Paris Gütersloh.
À l'Académie, il a rencontré Arik Brauer, Rudolf Hausner, Wolfgang Hutter et Anton Lehmden, avec qui il fondera plus tard ce qui sera connu sous le nom d'École viennoise du réalisme fantastique. Il est également un des fondateurs de l'Art-Club (1946), ainsi que les Hundsgruppe, mis en place en opposition avec elle en 1951, avec Friedensreich Hundertwasser et Arnulf Rainer.
Pendant cette période, son travail a été influencé par l'art de Gustav Klimt et Egon Schiele, puis par Max Pechstein, Heinrich Campendonck, Edvard Munch, Henry Moore et Pablo Picasso. En cherchant à obtenir les effets d'éclairage réalisés par des maîtres anciens comme Albrecht Altdorfer, Albrecht Dürer, Matthias Grünewald et Martin Schongauer, il a relancé et a adopté le Mischtechnik (technique mixte) de la peinture. Dans le Mischtechnik, le tempera à l'œuf est utilisé pour construire le volume, et il est ensuite émaillé avec de la peinture à l'huile mélangée à la résine, produisant un effet de bijou.
Entre 1950 et 1961, Fuchs a vécu principalement à Paris, et a fait un certain nombre de voyages aux États-Unis et en Israël. Ses lectures favorites à l'époque étaient les sermons de Maître Eckhart. Il a également étudié le symbolisme des alchimistes et lu Alchimie et psychologie de Carl Gustav Jung. Ses exemples préférés de l'époque étaient le maniérisme, notamment Jacques Callot, et il a également été très influencé par Jan Van Eyck et de Jean Fouquet. En 1958, il fonde la Galerie Fuchs-Fischoff à Vienne pour promouvoir et soutenir les jeunes peintres de l'école viennoise du Réalisme Fantastique. Avec Friedensreich Hundertwasser et Arnulf Rainer, il crée le Pintorarium.
En 1956, il s'est converti au catholicisme romain (sa mère l'avait fait baptiser pendant la guerre afin de lui éviter d'être envoyé dans un camp de concentration). En 1957, il entra à l'abbaye de la Dormition sur le mont Sion où il a commencé à travailler sur sa Cène monumentale, et il s'est consacré à la production de petits tableaux sur des thèmes religieux tels que Moïse et le buisson ardent. Il obtint une commande de trois tableaux d'autel sur parchemin, le cycle des mystères du Saint Rosaire (1958-1961), pour l'église du Rosaire dans Hetzendorf, à Vienne. Il traita également des questions contemporaines dans son chef-d'œuvre de cette période, le Psaume 69 (1949-1960). (Fuchs, 1978, p. 53).
Il est retourné à Vienne en 1961 et a eu une vision de ce qu'il appelle la Stil verschollener (La perte de style), la théorie qu'il exposa dans son ouvrage Architectura Caelestis: Die Bilder des verschollenen Stils (Salzbourg, 1966). Il a également produit plusieurs cycles importants de gravures, tels que Licorne (1950-1952), Samson (1960-1964), Esther (1964-7) et Sphinx (1966-7). À partir de 1970, il entreprend de nombreux projets sculpturaux comme la reine Esther (h. 2,63 m, 1972), située à l'entrée du musée, et également montée sur le bouchon du radiateur de la Cadillac à l'entrée du théâtre-musée Dalí de Figueres en Espagne.
En 1974, il s'est impliqué dans la conception des décors et des costumes pour les opéras de Mozart et de Richard Wagner, dont La flûte enchantée, Parsifal et Lohengrin. 

Il s'essaya au design industriel dans les années 1970 avec une série de 500 pièces de vaisselle haut de gamme Suomi par Timo Sarpaneva que Fuchs décora pour l'Allemand Rosenthal (porcelaine).
En 1993, Fuchs a fait l'objet d'une exposition rétrospective au Musée d'État russe de Saint-Pétersbourg, et fut l'un des premiers artistes occidentaux ainsi honoré.

## Écrits
- Architectura caelestis: les images du style perdu (Salzbourg:. Residenz, éd 1966/Pb, DTV, 1973)
- Album de la famille Fuchs (Salzbourg: Residenz, 1973)
- Le signe du Sphinx: écrits et images, éd. Walter Schurian (Munich, DTV, 1978)
- Aura: un conte de fées de la nostalgie (Munich: DTV, 1981)
- Le prophète du beau: Arno Breker (Marco, 1982)
- Poèmes de Yahwé (Munich, 1982)

## Autres publications
- 1977 - R.P. Hartmann (dir.), Ernst Fuchs. Photos et dessins 1945-1976, Paris, Draeger  (ISBN 978-3-492-02283-5) (langue allemande)
- 2003 - Ernst Fuchs - Dessins et graphismes, première période - 1942 bis 1959 (Friedrich Haider) (Wien: local-Verlag).  (ISBN 3-85409-387-X) (en allemand)
- 2005 - Art Fantastique (Taschen) (Schurian, le professeur Dr. Walter)  (ISBN 978-3-8228-2954-7) (édition anglaise)
- 2006 - True Visions (Erik Davis et Pablo Echaurren) (Livres Betty)  (ISBN 88-902372-0-1)
- 2007 - Metamorphosis (Beinart)  (ISBN 978-0-9803231-0-8)
- 2008 - Le Réalisme fantastique (Belvedere, Wien)  (ISBN 978-3-901508-44-8) (en allemand)

## Hommages
- Jean-Pierre Vielfaure a peint un portrait de'Ernst Fuchs en 1971.